# Gramática chinesa

中文語法/中文语法 Zhōngwén yǔfǎ Gramática Chinesa, escrita de forma simplificada (esq.) e tradicional.

A gramática da língua chinesa padrão compartilha muitas características com outras variedades do chinês. A língua praticamente não apresenta  flexões de modo que as palavras têm tipicamente uma única forma.
Funções como número e gênero gramatical nos substantivos e tempo e modo em verbos são expressas pela ordem dos constituintes na frase ou por partículas (como sufixos e prefixos) separados. A ordem básica dos constituintes é “Sujeito-Verbo-Objeto” e a maioria dos modificadores, como adjetivos e advérbios precedem a palavra modificada.
As preposições e os adjetivos são em verdade tipos de verbos. Como ocorre em muitas línguas do sudeste asiático, classificadores são usados junto com substantivos para funções de numerais ou demonstrativos.

## Proeminência de tópicos
O chinês é considerado uma língua com proeminência nos tópicos, na qual o “tópico”, ou seja, a informação mais antiga na qual se baseia a frase tem precedência dentro da mesma. Como exemplo, vejam-se que as frases seguintes não parecem seguir a sequência normal “sujeito-antes”, mas seguem perfeitamente a estrutura de comentário de tópico::
- 院子| yuànzi里| lǐ 停着| tíngzhe 一| yí 辆| liàng 车| chē。 [院子裏停著一輛車。]
Literalmente: pátio externo dentro estacionado está um carro. (Um carro está estacionado no pátio externo.)
- 今天| jīntiān 爬| pá 山| shān， 明天| míngtiān 露| lù 营| yíng。 [今天爬山，明天露營。]
Hoje sobe montanhas, amanhã ao relento acampa. Esse é um exemplo de uma frase pro-drop (anáfora zero. O sujeito da frase (ex.: "nós" ou "eu" ou "o grupo da escola") seria determinado pelo contexto.
- 饭| fàn 做| zuò 好| hǎo 了| le。[飯做好了]
Literalmente: Comida feita completa já. (A comida está pronta).) LE indica ação completa.

O Mandarim é percebido como uma língua SVO (Sujeito-Verbo-Objeto) na qual os verbos mais precedem do que são seguem os objetos na maioria das frases simples. De forma diversa da maioria das línguas SVO, porém, a maioria dos modificadores de substantivos, verbos e adjetivos (adjetivos e advérbios em frases mais completas) ficam antes do “núcleo sintático” da frase, como é o caso em línguas com o Turco e o Japonês.
- Frase preposicionais que modificam um verbo o precedem.
- Construções genitivas precedem o substantivo núcleo.
- Cláusulas relativas  precedem o substantivo núcleo.
- Adjetivos precedem substantivos
- O padrão de comparação e adjetivos comparativos precede o adjetivo.

A língua chinesa usa mais post-posições do que preposições. Exemplos:
- 桌子| zhuōzi 上| shàng
"mesa-sobre" = sobre a mesa
- 房子| fángzi 里| lǐ  [房子裏]
"casa-dentro" = dentro da casa

Em Mandarin use usam frase adjetivas em lugar de frases subordinadas. Exemplos:
- 我| wǒ  骑| qí  过| guo  的| de  马| mǎ [我騎過的馬]
"Eu montei cavalo" =  cavalo que eu montei
- 令| lìng  人| rén  烦恼| fánnǎo  的| de  事情| shìqing [令人煩惱的事情]
"do (caso que preocupa o povo) assunto" ou "preocupante para o povo assunto" = assunto que preocupa o povo.

Frases verbais ficam no final de um período se o objeto direto ou indireto é "marcado" pelo caso gramatical.  Por exemplo, há dois tipos de acusativos em Mandarim. Acusativo é uma situação típica de sequência SVO. Também é conhecido como construção bǎ  (na qual o objeto de um verbo fica depois da palavra de função)', o que reasulta numa mudança de estado do objeto e implica num senso mais forte de que algo é feito com esse objeto. A marcação é com o prefixo prefix 把 bǎ, indo verbo para o fim da do período..
- 我| wǒ 打| dǎ 破| pò了| le一| yí个| gè 盘子| pánzi。 [我打破了盤子。]
Eu quebrei o prato. (Acusativo I), versus
- 我| wǒ把| bǎ 盘子| pánzi 打| dǎ 破| pò了| le。[我把盤子打破了。]
Eu (acus.)-prato quebrado (e não mais intacto). (Acusativo II)
- 我| wǒ 打| dǎ了| le一|yì通| tōng电话| diànhuà。 [我打了一通電話。]
Eu fiz um telefonema. (Acusativo I), versus
- 我| wǒ 把| bǎ 他| tā 打| dǎ 了| le (一|yí顿|dùn)。 [我把他打了(一頓)。]
- Eu o espanquei. (Acusativo II)

Similarmente, frases na forma passiva (com o sujeito com prefixo 被 bèi–) usa a sequência SOV:
- 我们| wǒmen被| bèi他| tā骂| mà了| le。 [我們被他罵了。]
Nós (dativo) ele repreender (Nós fomos repreendidos por ele).
- 他| tā被| bèi我| wǒ打| dǎ了| le一| yí顿| dùn。 [他被我打了一頓。]
Ele por(-passivo) mim espancado (ele foi espancado por mim).

## Aspectos
O aspecto gramatical é uma característica que informa sobre o fluxo (variação) temporal no idioma. A língua chinesa tem um conjunto único de aspectos. Há dois tipos de Perfeito,  了 (-le) ed 过 [過] (-guo) que apresentam aspectos diferentes.
- le (perfeito)
  -  我|wǒ}} 当|dāng}} 了|le}} 兵|bīng}}。 [我當了兵。]
 Eu me tornei um soldado (e ainda sou; notar que isso está sujeito ao contexto. Poder-se-ia dizer  那时，我当了兵 e aí a frase não necessariamente indicaria que o falante é ainda um soldado).
  - 他|tā}} 看|kàn}} 了|le}} 三|sān}} 场|chǎng}} 球|qiú}} 赛|sài}}。 [他看了三場球賽。]
Ele assistiu três jogos de bolas (ele provavelmente teria assistido a esses jogos durante toda sua vida) geralmente usado num contexto de tempo limitado no tempo tal como  "hoje" ou "última semana").
- guo (perfeito de experiência)

1. 我|wǒ}} 当|dāng}} 过|guo}} 兵|bīng}}。 [我當過兵。]
 Eu costumava ser um soldado antes (mas não sou mais).
2. 他|tā}} 看|kàn}} 过|guo}} 三|sān}} 场|chǎng}} 球|qiú}} 赛|sài}}。 [他看過三場球賽。]
 Ele assistiu três  jogos de bola (esse é o total de jogos assistidos emtodo o tempo; no contexto de ações como "assistir" ou "participar" as quais podem facilmente se repetir, e que não têm a mesma contação de primeira ação, mas denota meramente que a ação estava no passado e descreve o estado geral até agora).

Há dois aspectos Imperfeitos, 正在 (zhèngzài-) e  着 [著] (-zhe) que diferem em nuance:
- zhèngzài/zài (dinâmico)
  - 我|wǒ}} (正|zhèng}}) 在|zai}} 挂|guà}} 画|huà}}。 [我(正)在掛畫。] 
Eu estou pendurando quadros. (O "pendurando" é um evento dinâmico contínuo.)
- zhe (estático)
  - 墙|qiáng}} 上|shàng}} 挂|guà}} 着|zhe}} 一|yì}} 幅|fú}} 画|huà}}。 [牆上掛著一幅畫。] 
Um quadro está pendurado na parede. (O "pendurado" é o atual estado contínuo.)

Se a frase pudesse ser modificada para "no meio de" ou "prestes a", então zhèngzai seria o melhor; por outro lado zhe' -.  "Eu estou [no meio da ação de] pendurar quadros", usar-se-ia zhèngzài, enquanto que "Um quadro está pendurado na parede", usar-se-ia zhe.  Os dois imperfeitos podem ocorrer numa mesma frase, Ex..  他正在打着电话 tā zhèngzai dǎ zhe diànhuà "Ele está no meio de fazer um telefonema para alguém", ou "Ele está preste a fazer um telefonema para alguém".
- Reduplicação é usada com o aspecto delimitativo; uma ação ocorre ao mesmo tempo:
  - 我|wǒ}} 到|dào}} 公|gōng}} 园|yuán}} 走|zǒu}} 走|zǒu}}。 [我到公園走走。]
EStou indo para um passeio no parque.

Essa frase também poderia ser expressa como 走一走 zǒu yi zǒu, com o mesmo significado e também poderia significar "caminhar um pequeno passeio".

## Modos
Outra categoria de partículas usadas em chinês são aquelas que marcam o modo gramatical (语气助词 yǔqì zhùcí),que indicam o Modo de um verbo ou uma expressão de como uma sentença se relaciona com realidade e/ou intenção. Dentre as mais importantes temos:
- Le (inceptivo)
  - 我|wǒ}} 没|méi}} 钱|qián}} 了|le}}。 [我沒錢了。]
Eu não tenho dinheiro, neste momento. (estou quebrado.)
- Hai (pendente)
  - 他|tā}} 还|hái}} 没|méi}} 有|yǒu}} 回|huí}} 家|jiā}}。 [他還沒有回家。]
Ele ainda não voltou para casa (não se modificou a situação anterior)

A partícula do Imperfeito  le e a Inceptiva  le são muitas vezes consideradas como duas palavras diferentes O linguista Chinês Yuen Ren Chao (Zhào Yuánrèn) rastreou os dois "le"s no passado e chegou a duas palavras bem diferentes. O fato de serem escritas do mesmo modo em Mandarim pode causar confusão. Veja-se a frase a seguir:
妈妈|māma}}
来|lái}}
了|le}}！ [媽媽來了！]
O marcador de aspecto le vem depois de um verbo transitivo ou intransitivo. A partícula modal le vem no fim de uma frase e governa toda essa frase. Quando um verbo intransitivo vem no fim de uma frase, o único meio de determinar se o le no final da frase é perfectivo ou inceptivo é a verificação do contexto. A frase acima pode, assim, ter dois significados diferentes. Em um dos casos, alguém está talvez numa conversação telefônica de longa distância com sua mãe. Ele trata de convencê-la a viajar até onde ele está para uma celebração. Ele telefona e diz,  "Māma (yào) lái le!" Essa frase dá a informação de que a mãe havia sido previamente avisada sobre a viagem, mas a situação muda e ele vai terminar indo encontrá-lo.. Se, porém, alguém bate à porta frontal e alguém que vai responder grita "Māma lái le!" significa que ela chegou.

## Construções seriais
‘’Construção serial de verbos’’ é uma característica básica da gramática chinesa na qual dois ou mais verbos são juntos e concatenados. Também chamada de “pilha de verbos”, essa construção serial de verbos se manifesta tipicamente de dois modos: Complementos verbais, que aparecem depois do verbo principal e ‘’coverbos’’ que ficam antes do verbo principal. Esse “empilhamento” está presente na língua turca (similar à formação de verbos compostos com ‘’gitmek, vermek,  olarak) e em duas grandes línguas extremo oriente da Ásia, no coreano e no japonês.

### Complementos verbais
As frases em Chinês tipicamente se relacionam entre si como resultado e a direção do verbo, conforme aplicável. Em função disso, a língua tem uma maquinaria gramatical que facilita a construção de frases que deem tais informações. Textos ocidentais referentes à gramática chinesa denominam isso por vezes a verbos duplicados.
Em resumo, o verbo ativo de uma frase apresenta um sufixo que indica o resultado da primeira ação ou a qual direção é levado o sujeito.. Quando tal informação é apropriada, ela é em geral mandatória.

#### Complemento de resultado
结果补语 jiéguǒ bǔyǔ "complemento do resultado"
Um complemento de resultado pode ter duas funções; Indicar um objetivo absoluto ou um outro objetivo similar possível. Isso pode ser percebido no exemplo do verbo 听 [聽] (tīng, "ouvir") é o verbo ativo, and 懂 (dǒng, "entender", "saber") funciona como complemento de resultado.
- 听|tīng}} 懂|dǒng}} [聽懂]
Entender (algo que se ouve)
Positivo absoluto complemento de resultado.
- 没|méi}} 听|tīng}} 懂|dǒng}} [沒聽懂]
Não ter entender (algo que se ouve)
Negativo complemento de resultado 
 Notar que a existência de um complemento absoluto de resultado força o verbo ativo ao aspecto perfeito, como o resultado da discussão do absoluto de uma ação  não completa seria privada de significado; assim, o uso de  没 [沒] (méi) nega o verbo.
- 听|tīng}} 得|de}} 懂|dǒng}} [聽得懂]
Ser capaz de entender (algo que se ouve)
Positivo possível complemento de resultado 
Essa forma equivale em significado a  能听懂 [能聽懂]néng tīng dǒng 
capaz de  (em função da situação, não da habilidade) entender algo.
- 听|tīng}} 不|bù}} 懂|dǒng}} [聽不懂]
 Não ser capaz de entender (algo que se ouve)
Negativo possível complemento de resultado
Notar que o resultado é negado com essa construção,  não ao verbo ativo e o uso de  不 (bù), não 没 [沒] (méi) é exigido por causa a ação resultante, sendo somente uma possibilidade, obviamente não pode ser um “status” completo.

O complemento de resultado é uma construção altamente produtiva , e é utilizada frequentemente em chinês. Expressões como 饿死 了 [饿死 了] (è sǐ le, literalmente: já com fome-até-morrer, o que significa (eu estou) morrendo de fome) e 气死 了 [气死 了] (QI sǐ le, literalmente: mad-já até-morrer, o que significa (eu estou extremamente irritado) “com pimenta da língua” Além disso, é possível analisar muitos dos sufixos de aspecto a partir da perspectiva de um complemento de resultado.
Por exemplo, 了 (le) significa "já" "acabado" e assim faz sentido que colocá-lo após o verbo, o que deve forçar o aspecto do verbo ativo na forma perfeita. A semelhança termina aí, ainda que seja impossível, por exemplo, construir um possível complemento usando 了 (le), sendo, porém, é possível fazê-lo com 了 (liǎo) (o mesmo personagem, mas  representa uma palavra diferente). Embora esta última leitura tem o mesmo significado que a antiga, em princípio, num complemento de resultado simplesmente indica a incapacidade de alguns verbos (por exemplo, 受不了, ser incapaz de suportar, tolerar algo ou alguém). Esse uso do complemento de resultado (que simplesmente anula certos verbos) é bastante comum. Esses verbos que podem ser negados com um complemento de um resultado..
Às vezes, expressões idiomáticas se desenvolvem usando o complemento do resultado que parece até não ter relação alguma com o resultado em questão. Por exemplo, as frases 看不起, 对不起 [對不起], e 买不起 [買不起] usam todas 起 (qǐ, levantar-se) como complemento do resultado, mas seus significados (para olhar para baixo, para se desculpar, e ser incapaz de pagar, respectivamente) não são, obviamente, relacionados com o significado real do verbo. Isto é parcialmente um resultado e uma construção metafórica, onde 看不起 significa literalmente ser incapaz de olhar para cima (olha para baixo), e 对不起　[對不起] ，ser incapaz de enfrentar (alguém).

##### Outros exemplos
- . 他 | tā}} 把 | bǎ}} 盘子 | panzi}} 打 | dǎ}} 破 | pò}} 了 | le}} [. 他 把 盘子 打破 了] 
 literal: ele OBJ-prato-atingir-quebrar-PF. 
 ele bateu / largou o prato, e ele quebrou. 
 (verbo duplicado onde o segundo verbo, "quebrar", é um sufixo para o primeiro  e indica o que acontece com o objeto como um resultado da ação).
- 这 | Zhe (i)}} 部 | bù}} 电影 | diànyǐng}} 我 | wǒ}} 看 | Kan}} 不 | bù}} 懂 |. Dǒng}} [. 這部電影我看不懂] 
 literal: este filme eu olho-não-entender 
 Eu não consigo entender esse filme (apesar de assisti-lo.) 
 (verbo duplicado onde o segundo verbo,  "entender", sufixa o primeiro e esclarece a possibilidade e sucesso da ação em questão.)

. [这部 电影 我 看 不懂.] （這部電影我看不懂）
 Literal:. Este filme eu olho-não-entender 
 Eu não consigo entender este filme (. Mesmo que eu assista) 
 (verbo duplicado onde o segundo verbo, "entender", sufixa o primeiro e esclarece a possibilidade e sucesso da ação em questão.)

#### Complemento de direção
趋向补语 qūxiàng bǔyǔ "complemento de direção".（趨向補語）
A direção de uma ação que move normalmente deve ser especificada. Na sua forma mais simples, os dois direcionais se complementam 去 (Qu, para ir) e 来 [来] (IAF, para vir) e podem ser apostos no final de um verbo para indicar que ele se move de alguma forma se afastando ou na direção de quem fala, respectivamente. Esses podem se compor com outros verbos que também especificam direções, como 上去 (Shang Qu, para subir), 过来 [过来] (Guo Lai, retornar), que pode, então, se afixar a um verbo (como 走 过去 [走 过去], zǒu Guo Qu, para caminhar). Normalmente, esses são encontrados somente numa forma absoluta e, apesar de contra-exemplos, existe (起不来 床 [起不来 床] ou 起床 不 来 ( ser incapaz de se levantar da cama). Outro exemplo:
- 他 走上 来 了 [他走上来了.] 
 Literal:. Ele anda-para cá-vemPF 
 Ele caminhou até (para mim) 
 (sufixos direcionais indicando "para cima.. "e" para ".)

cima.. "e" para ".)

### Coverbos
Em algumas construções verbais em série há verbos que tomam Frases Nominais para expressar diversas relações que em outras línguas (Ex. Português) seriam expressas por preposições. Os verbos que normalmente apresentam esses significados são os chamados coverbos. Exemplo:
我|wǒ帮|bāng你|nǐ找|zhǎo他|tā。|. [我幫你找他。]

literalmente: Eu vou ajudar você a encontrá-lo
Eu vou encontrá-lo para você.
A frase Coverbo, "ajudar você" (bāng nǐ), é usada em conjunção com o verbo "encontrar" (zhǎo) e funciona como em português de forma preposicional "para você" nesse contexto.
Alguns verbos Chineses podem funcionar como coverbos, assumindo um significado preposicional. Como exemplo, temos o verbo  到 (dào) que isoladamente significa "chegar, ou pesente."  Porém, se usado como coverbo equivale à preposição "a, para."  Muitos coverbos são usados somente como preposições, tais como 从 (cóng), o qual é quase sempre visto como "a partir de."  Exemplos de construção serial de verbo que envolve alguns coverbos:
我|wǒ坐|zuò飞机|fēijī从|cóng上海|Shànghǎi到|dào北京|Běijīng去|qù。|. [我坐飛機從上海到北京去。]

Literalmente: Eu sentar aeroplano (a partir) Shanghai para Beijing ir.
Ei irei de Shanghai para Beijing de avião.
Como os coverbos geralmente funcionam como preposições, são por vezes referidos com tal, embora lexicalmente sejam verbos.

## Classificadores
量词 liàngcí "palavra de medição"
Os substantivos chineses requerem palavras chamadas classificadores (palavra de medição) para que sejam expressas suas quantidades. Quando nos referimos a substantivos quantificáveis, o classificador deve concordar (ser específico para)  com tais substantivos. Deve-se dizer sempre  "兩頭牛/两头牛 duas cabeças de gado", nunca simplesmente duas vacas, com "頭/头 cabeça" sendo a unidade de medida, a palavra de medição. Este fenômeno é comum em línguas da Ásia oriental. Em português, algumas palavras, como no exemplo citado de "gado", são muitas vezes designadas, mas não obrigatoriamente, com um substantivo específico, como nesse caso do chinês. Na nossa língua as palavras Garrafa em "duas garrafas de vinho" ou Folha em "três folhas de papel" são exemplos de tal similaridade. Não costumamos dizer simplesmente dois vinhos" ou "três papéis".
Classificadores são geralmente associados com certos grupos de substantivos ligados por significado, como "条 / 条 Tiao", para objetos ou animais longos e finos (por exemplo, cordas, cobras e peixes), "把 bǎ" para objetos com punhos, cabos (por exemplo, facas, guarda-chuvas ) "张 / 张 Zhang" para objetos simples que podem ser contado como folhas em português (fotografias) Embora existam dezenas, se não centenas, de classificadores que devem ser memorizadas individualmente para cada substantivo, na grande maioria das palavras geralmente se usa o genérico  "个 / 個GE". Muitos substantivos que deveriam utilizar outros classificadores também pode usar "个 / 个", isso à escolha de quem fala.. Os classificadores para diversos substantivos são  usados de forma. "Mesa" (桌子 Zhuozi) é um "Zhang 张 / 张", provavelmente porque o topo da mesma é como uma folha e "cadeira" (椅子 Yizi) é um' bǎ, provavelmente porque a levantamos com algo como um “punho”; porém, a palavra para cadeira como banquinho", 凳子 dèngzi " usa o genérico 个 / 個GE ".
As terminações para artigo indefinido e demonstrativo também deve concordar com o classificador apropriado para um substantivo. Por exemplo, "狗 gǒu" significa "cão" ou "o cão". Mas, para especificar "este cão" (demonstrativo) se diz "那只 狗 / 这只狗 [那只 狗 / 这只狗] nèizhī / Nazhi / zhèizhī gǒu", e para dizer "um cão" temos "一只 狗 [一隻狗] Yizhi gǒu", onde a terminação "只 [隻] Zhi" concorda com o classificador do substantivo "狗 gǒu". Da mesma forma, "esta casa" é designada por 那座 房子 / 这座 房子 / 一座 房子 nèizuò / nàzuò / zhèzuò / yízuò Fangzi", onde a terminação "座-Zuo" concorda com o substantivo "房子 Fangzi"